# 赴戍登程口占示家人

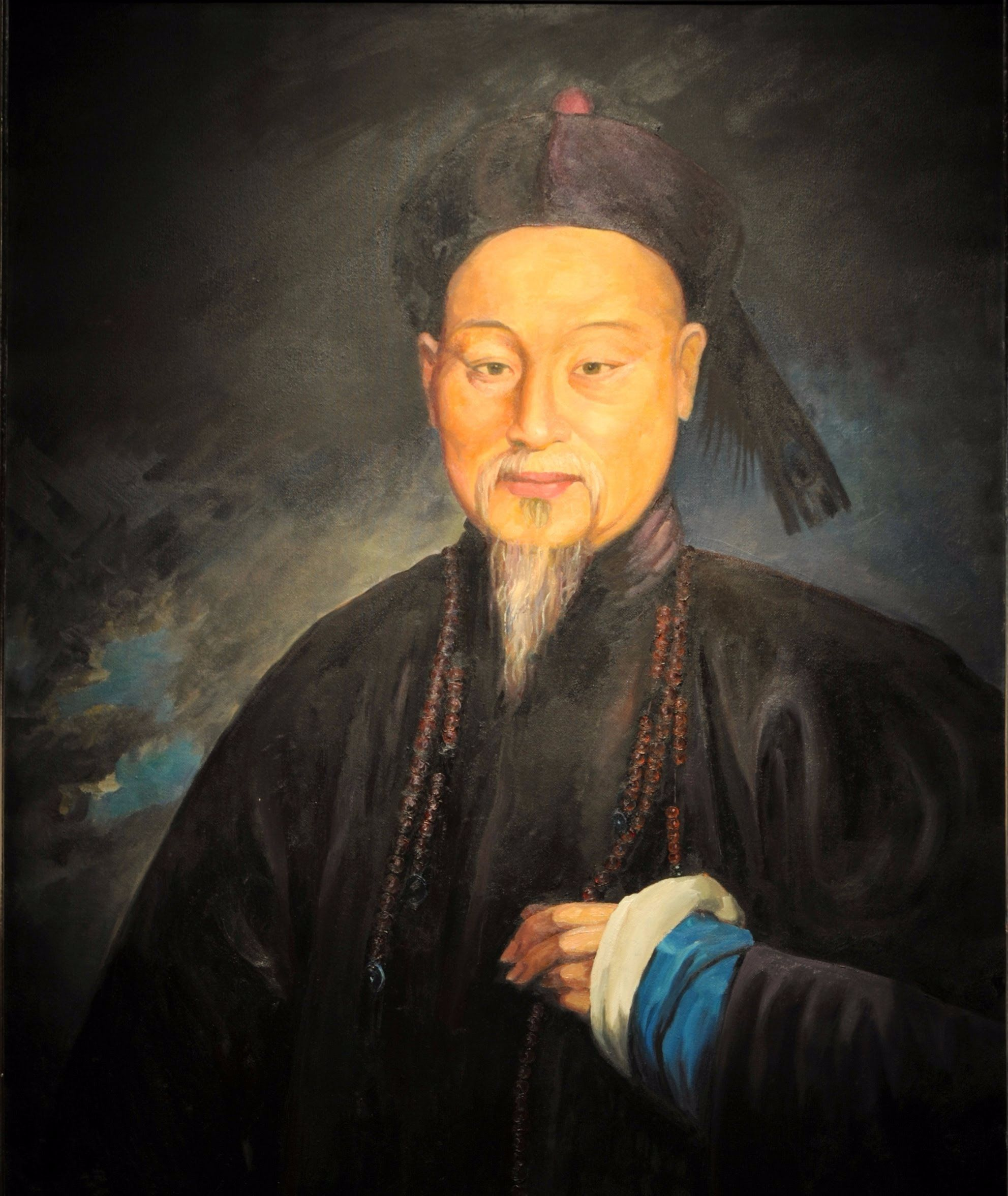
林則徐畫像

《赴戍登程口占示家人》是两首七言律诗，为道光二十二年（1842年）八月十一日，林则徐于西安城告别家人，启程去戍守边疆时创作:714，後收录于《云左山房诗钞》卷六。其中“苟利国家生死以，岂因祸福避趋之”是最出名的两句诗，被后人传诵不绝:137。

## 创作背景
道光二十一年（1841年）六月二十八日，道光帝下旨将林则徐流放伊犁，林则徐于七月十四日从镇海启程:671—672，次年五月中旬抵达西安，因病滞留了两个月:710—711。八月十一日，天空放晴，林则徐告别家人，随长子林汝舟、次子林聰彝和三子林拱樞启程去戍守边疆，临别前口占了两首诗，出城西去:714—715。

## 诗词大意
出門一笑莫心哀，浩蕩襟懷到處開。

時實難以無過立，達官非自有生來。

風濤回首空三島，塵壤從頭數九垓。

休信兒童輕薄語，嗤他趙老送燈台。

力微任重久神疲，再竭衰庸定不支。

苟利國家生死以，豈因禍福避趨之？

謫居正是君恩厚，養拙剛於戍卒宜。

戲與山妻談故事，試吟斷送老頭皮。
第一首诗首联强作欢颜，表现了林则徐旷达的胸怀；颔联表达自己的问心无愧；颈联讥讽英国无人，表达自己要游历各地；尾联鄙弃了“赵老送灯台，一去更不来”的浑话:270。
第二首诗的首联用自己身体衰老、精力不济，来排解家人的忧思；颔联化用郑国大夫子产的“苟利社稷，死生以之”，其中“国家”、“生死”、“祸福”、“避趋”为偏义词，指“国”、“死”、“祸”、“避”，表现林则徐不计个人得失的情怀；前四句诗为颈联作铺垫，表现了其忠君爱国的思想；尾联用典，表达其浩大气度及乐观主义精神。

## 后续
林则徐非常喜爱“苟利国家生死以，岂因祸福避趋之”这两句诗，常吟诵以自励。道光二十一年十二月十一日，林则徐于漳州旧疾复发，但仍以这两句诗勉励自己，催促继续赶路:926。道光二十九年十一月廿一（1850年1月3日），林则徐携夫人灵柩返闽时途经长沙，左宗棠前去舟中拜见，临别时，林则徐手书“苟利国家生死以，岂因祸福避趋之”一联赠予左宗棠，此后左宗棠常以此联激励自己。

## 引用

### 江泽民
前中共中央总书记江泽民曾多次引用“苟利国家生死以，岂因祸福避趋之”，并表示这两句诗有利于鼓励人们立志为国。
1989年江泽民离开上海市时，前任上海市市长汪道涵曾以“苟利国家生死以，岂因祸福避趋之”这联诗相赠:242；江泽民担任中国共产党中央委员会总书记后，对邓小平表示:336：
党和人民把我放到这个位置上，我一定鞠躬尽瘁、死而后已，一定做到“苟利国家生死以，岂因祸福避趋之”。
1990年6月23日，就任党总书记刚满一周年的江泽民在广东虎门的林则徐故居书写了“苟利国家生死以，岂因祸福避趋之”的对联。
2009年4月23日，退休的江泽民到访中国联合工程公司时，表示：
我绝对不知道，我作为一个上海市委书记怎么把我选到北京去了，所以邓小平同志跟我讲话，说“中央都决定啦，你来当总书记”，我说另请高明吧！我实在我也不是谦虚，我一个上海市委书记怎么到北京来了呢？但是呢，小平同志讲“大家已经研究决定了”，所以后来我就唸了两首诗，叫“苟利国家生死以，岂因祸福避趋之”，那么所以我就到了北京。

### 温家宝
前国务院总理温家宝曾在总理记者会上三次提及“苟利国家生死以，岂因祸福避趋之”，并将其作为自己的工作态度和信念。:40
2003年3月，第十届全国人大第一次会议任命温家宝为国务院总理，会后的记者招待会上，温家宝回答德新社记者关于工作风格的提问时，回答说:40：
在我当选以后，我心中总默唸着林则徐的两句诗：苟利国家生死以，岂因祸福避趋之。这就是我今后工作的态度。
2008年的第十一届全国人大第一次会议第二次任命温家宝为国务院总理后，他再次提及这一诗句:40—41：
我曾面对大家立过誓言，苟利国家生死以，岂因祸福避趋之。今天我还想加上一句话，就是天变不足畏，祖宗不足法，人言不足恤。
2012年，在第十一届全国人大第五次会议上，温家宝表达自己最后一届任期的心情时说:40：
我秉承“苟利国家生死以，岂因祸福避趋之”的信念为国家服务整整45年，我为国家、人民倾注了我全部的热情、心血和精力，没有谋过私利。我敢于面对人民、面对历史。
除这三次之外，温家宝还曾于2011年8月在河北省张北县第三中学考察时，在八年级147班给同学们讲述林则徐的故事，并在黑板上写下“苟利国家生死以，岂因祸福避趋之”。

### 习近平
2013年3月，在中共中央党校建校八十周年庆祝大会上，中共中央总书记习近平发表讲话时说:25：
古人所说的“先天下之忧而忧，后天下之乐而乐”的政治抱负，“位卑未敢忘忧国”、“苟利国家生死以，岂因祸福避趋之”的报国情怀，“富贵不能淫，贫贱不能移，威武不能屈”的浩然正气，“人生自古谁无死，留取丹心照汗青”、“鞠躬尽瘁，死而后已”的献身精神等，都体现了中华民族的优秀传统文化和民族精神，我们都应该继承和发扬。

## 流行文化
因江泽民多次使用“苟利国家生死以，岂因祸福避趋之”，例如：“后来我就唸了两首诗，叫‘苟利国家生死以，岂因祸福避趋之’”。
因此这联诗成为了膜蛤文化的一部分，作为流行语被中国网民广泛使用，人们以一种会心一笑式的默契调侃别人或是自嘲。